# La Cultura
La Cultura es una sociedad ficticia interestelar socialista y utópica creada por el escritor escocés Iain M. Banks que se presenta en una variedad de novelas de ciencia ficción y trabajos de cuentos escritos por él, llamados en forma colectiva la serie La Cultura.

## Resumen
La Cultura ha sido una cosa que se la ha llevado a cabo a través de diversas formas que, aunque no se sepa del todo lo que realmente es, ha sido la razón por la cual existen varias culturas post-escasez (lo que significa que sus avanzadas tecnologías proporcionan prácticamente riqueza material sin límites y comodidades para todos en forma gratuita, habiendo prácticamente abolido el concepto de bienes), habiendo eliminado casi todas las restricciones físicas a la vida (incluyendo las enfermedades y la muerte) y siendo casi en su totalidad una sociedad igualitaria, estable, que no usa fuerza o compulsión de ningún tipo, excepto cuando es necesario para la protección de otros.
Mentes, poderosas inteligencias artificiales, tienen un importante rol en esta sociedad. Ellas administran esta riqueza para el beneficio de todos. Como un comentarista dijo,

Al conferir todo el poder en sus individualistas, algunas veces excéntricas, pero siempre benignas, Mentes de Inteligencia Artificial, Banks sabía lo que estaba haciendo; esta es la única forma en que se puede lograr una anarquía liberal, al tomar lo que es lo mejor en los humanos y colocarlo más allá de la corrupción, lo que significa ponerlo fuera del control humano.

Las novelas del ciclo de La Cultura, por lo tanto, tratan acerca de personas en la periferia de La Cultura: diplomáticos, espías o mercenarios; aquellos que interactúan con otras civilizaciones y quienes hacen el trabajo sucio de La Cultura para acercar aquellas sociedades al ideal de La Cultura, de vez en cuando por la fuerza.

## Historia ficticia
En este universo ficticio, La Cultura existe simultáneamente con una sociedad humana en el planeta Tierra. La cronología para los relatos publicados de La Cultura va aproximadamente desde 1300 AD a 2970 AD, siendo la Tierra contactada alrededor del 2100 AD, aunque La Cultura había visitado sigilosamente el planeta en la década de 1970 en Última Generación (The State of the Art, en inglés).
La Cultura en sí misma es descrita como habiendo sido creada cuando varias especies de humanos y entidades inteligentes artificiales alcanzaron un cierto nivel social, y tomaron no solo su evolución física en sus propias manos, sino que también su evolución como civilización. En El Jugador (The Player of Games, en inglés), La Cultura es descrita como una sociedad que ha poseído una capacidad de viajar interestelarmente durante más de once mil años. En The Hydrogen Sonata, una de estas civilizaciones fundadoras fue llamada Buhdren Federality (en español Federalidad Buhdren).

## Sociedad y cultura

### Capacidad
La Cultura es una comunidad simbiótica compuesta por inteligencias artificiales (IA) (Mentes y drones), humanoides y otras especies extraterrestres en igualdad de condiciones. Todo el trabajo esencial es realizado (tanto como se pueda) por dispositivos no sintientes, liberando a las entidades sintientes para hacer solo aquellas cosas que disfrutan (el trabajo administrativo que requiere sintiencia es realizado por las inteligencias artificiales usando una fracción muy pequeña de su capacidad mental o por personas que escogen libremente desempeñar dichas tareas). Como tal, La Cultura es también una sociedad post-escasez, donde los avances tecnológicos aseguran que a nadie le falten bienes materiales o servicios. Como una consecuencia, La Cultura no tiene necesidad de una estructura económica tal como el dinero (lo que se vuelve aparente cuando tiene que tratar con civilizaciones en que el dinero aún es importante). La Cultura rechaza toda forma de economía que no esté basada en la actividad voluntaria. Un dicho común dentro de La Cultura es "El dinero implica pobreza".

### Lenguaje
El Marain es el lenguaje común en La Cultura. Diseñado por las Mentes iniciales, La Cultura cree (o quizás ha probado o de otra forma hecho activamente verdadera) la Hipótesis de Sapir-Whorf la que dice que el lenguaje influye al pensamiento, y el Marain fue diseñado para aprovechar este efecto, mientras que también "atraer a los poetas, pedantes, ingenieros y programadores". Diseñado para ser representado ya sea en forma binaria o de símbolos escritos, el Marain también es considerado por La Cultura un lenguaje estéticamente agradable. Los símbolos del alfabeto Marain puede ser presentados en una cuadrícula de tres por tres de puntos binarios (si/no, negro/blanco) y de esa forma corresponder a números binarios de nueve bits de ancho.
Comentarios relacionados son hechos por el narrador en El Jugador (The Player of Games, en inglés) respecto a los pronombres específicos al género y por reflejo general en el hecho de que el Marain pone mucho menos énfasis estructural en (o incluso carece de) conceptos como posesión y propiedad, dominio y sumisión, y especialmente agresión. Muchos de estos conceptos serían de hecho más bien teóricos para el ciudadano promedio de La Cultura. De hecho, la presencia de estos conceptos en otras civilizaciones significan la brutalidad y las jerarquías asociadas con las formas imperiales que La Cultura se esfuerza por evitar.
El Marain en sí mismo está abierto a la codificación y a la implementación de dialectos específicos para diferentes partes de La Cultura. El M1 es el Marain Nonario básico, la cuadrícula de tres por tres. Todos los ciudadanos de La Cultura pueden comunicarse en esta variante. Otras variantes incluyen a la M8 a la M16, que están codificadas en varios grados, y son normalmente usadas por la Sección de Contacto. Existen codificaciones de mayor grado, siendo la más alta la M32. Las señales M32 y de menor nivel de codificación son el dominio de la sección Circunstancias Especiales. Dicho esto, el M32 tiene un aire de notoriedad en La Cultura, y en los pensamientos de la mayoría puede ser mejor articulado como "lo Irrompible, Inviolable, Sanctasanctórum M32 de Circunstancias Especiales" como es descrito por el eventual agente de Circunstancias Especiales, Ulver Seich. Las naves y Mentes también tienen una visión ligeramente desagradable de los procedimientos de Circunstancias Especiales asociados al M32, con una Nave Mente yendo tan lejos como objetar una actitud normal de Circunstancias Especiales de "paranoia delirante a gran escala y rígida del M32 no-converses-acerca-de-esto-o-nosotros-te-desconectaremos" sobre el uso de la codificación (Excesión).

### Leyes
No existen leyes en La Cultura. Las normas sociales son hechas cumplir por convención (reputación personal, 'buenas costumbres' y por, como es descrito en The Player of Games, posible ostracismo y supervisión no voluntaria para los crímenes más serios). Las Mentes generalmente se refrenan de usar sus capacidades de ver todo para influenciar las reputaciones de las personas, aunque ellas no necesariamente ellas no se colocan a sí mismas por sobre juzgar a las personas basados en tales observaciones, como es descrito en Excesión. Las Mentes también se juzgan unas a otras, siendo uno de los criterios más relevantes la calidad de su tratamiento de los seres inteligentes bajo su cuidado. Las Mentes Hub por ejemplo, son generalmente nominadas entre las bien evaluadas Mentes GSV (la clase de naves más grandes) y que luego son mejoradas para cuidar de los miles de millones de seres vivos que ocupan estos hábitats artificiales.
Las únicas prohibiciones serias que parecen existir son en contra el dañar a seres inteligentes, o forzarlos a realizar cualquier acto (otro concepto que parece poco natural a y es, de hecho, casi desconocido para casi todos los ciudadanos de La Cultura). Como se menciona en el The Player of Games, en La Cultura suceden "crímenes pasionales" en forma ocasional (como es descrito por un Azadiano) y el castigo es ser "slap-droned" (aproximadamente en castellano abofeteado por un robot), o asignarle un robot al ofensor para "asegurarse de que no lo hará nuevamente".
Mientras que el hacer cumplir estas normas sociales en teoría podrían llevar a una sociedad vigilante al estilo del Gran Hermano, en la práctica la convención social entre las Mentes les prohíbe de vigilar, o interferir en las vidas de los ciudadanos a menos que sea solicitado, o que estas perciban un severo riesgo. La práctica de la leer la mente de un ser inteligente sin permiso (algo de que La Cultura es fácilmente capaz de realizar tecnológicamente) también es estrictamente tabú. Toda la trama de Look to Windward (en castellano A Barlovento) se basa en que la Mente Hub no lee la mente del agente (con ciertas precauciones en el caso de que esta regla sea violada). Las Mentes que hacen esto son consideradas desviadas y son rechazadas por las otras Mentes (ver GCU Grey Area) (en castellano Unidad de Contacto General Área Gris). En un momento se dijo que si La Cultura de hecho hubiera escrito leyes, la inviolabilidad de nuestros propios pensamientos contra la intrusión por parte de otros sería la primera en los libros.
Esto proporciona algún nivel de privacidad y protección; aunque la misma naturaleza de la sociedad de La Cultura, estrictamente hablando, haría que mantener secretos fuera irrelevante: la mayor parte de ellos serían considerados ni vergonzosos ni criminales. Esto permite a las Mentes en particular intrigar entre ellas de una forma muy eficiente y ocasionalmente ocultar información.

## Ciudadanos

### Biológicos
La Cultura es una sociedad posthumana, que originalmente surgió cuando siete u ocho especies más o menos humanoides capaces de viajar interestelarmente se unieron en un cuasi-colectivo (una civilización grupal) que finalmente consiste de aproximadamente treinta trillones (escala corta; 1012) de seres inteligentes (esto incluye a las inteligencias artificiales). En el universo de Banks, una buena parte (pero sin ser un porcentaje mayoritario) de todas especies con inteligencia es del tipo "panhumano", como se indica en Materia. No se explica como se produjo esta similitud entre especies.
Aunque La Cultura fue creada por especies humanoides, las subsecuentes interacciones con otras civilizaciones han introducido muchas especies no-humanoides en La Cultura (incluyendo algunas civilizaciones previamente enemigas), aunque la mayoría de La Cultura biológica es aún pan-humana. Existe poca uniformidad en La Cultura y sus ciudadanos lo son por elección, libres de cambiar su forma física e incluso su especie (aunque algunas de las conversiones biológicas más extrañas son irreversibles, y la conversión de inteligencia biológica a artificial es considerada como una Elección de Vida Inusual). Todos los miembros también son libres de unirse, dejar o volver a unirse, o de hecho declararse a sí mismos ser, por ejemplo, 80% Cultura.
En las novelas, los oponentes de La Cultura han argumentado que el rol de los humanos en La Cultura no es nada más que el de mascotas o de parásitos en las Mentes de La Cultura, y que ellos no tienen nada genuinamente útil con lo cual contribuir a una sociedad donde la ciencia está muy cerca de la omnisciencia acerca del universo físico, donde cada enfermedad ha sido curada, y donde cada pensamiento puede ser leído. Muchas de las novelas acerca de La Cultura de hecho contienen personajes (tanto pertenecientes como ajenos a La Cultura) que se preguntan acerca de cuan extenso es el dominio que ejercen las Mentes sobre La Cultura, y cuánto del proceso democrático interior podría ser de hecho una farsa: sutil pero muy poderosamente influenciado por las Mentes de las mismas formas en que Contacto y Circunstancias Especiales influyen en otras sociedades. También, excepto por algunas menciones acerca de una votación sobre la Guerra Idir-La Cultura y la existencia de una muy pequeña cantidad de 'Referentes' (humanos de especialmente agudo racionamiento), pocas entidades biológicas son alguna vez descritas como estando involucrados en cualquier decisión de alto nivel.
Por otro lado, La Cultura puede ser vista como fundamentalmente hedonista (uno de los principales objetivos de cualquier ser, incluyendo las Mentes, es tener diversión más que el ser 'útil'). También, las Mentes son construidas, por convención, para cuidar y valorar a los seres humanos. Mientras que una Unidad de Contacto General (en inglés: General Contact Unit, GCU) desde un punto de vista estricto no necesita una tripulación (y podría construir avatares artificiales cuando lo quisiera), una tripulación humana real agrega riqueza a su existencia y le ofrece distracción durante períodos que de otra forma serían muy aburridos. En Pensad en Flebas se destaca que las Mentes aún encuentran fascinantes a los humanos, especialmente su extraña habilidad de lograr algunas veces un razonamiento tan avanzado como el de sus mucho más complejos cerebros artificiales.
En gran medida, las libertades de las que gozan los humanos en La Cultura solo son posibles ya que las Mentes escogen proporcionarlas. Sin embargo, la convención social al interior de la comunidad de Mentes parece hacer imposible, así como abominable, que estas libertades pudieran ser reducidas en una sociedad que se preocupa por la felicidad de sus miembros. Las libertades incluyen la posibilidad de abandonar a La Cultura cuando se desee, a menudo formando una nueva sociedad asociada pero separada con naves y Mentes de La Cultura, las más notables son el Zetetic Elench y la Facción Pacifista que es ultra-pacifista y que aboga por el no intervencionismo.

#### Fisiología
En La Cultura las técnicas en genética han avanzado al punto donde los cuerpos pueden ser liberados de las limitaciones de su propia naturaleza. Los ciudadanos de La Cultura se refieren a un humano normal como un "humano básico" y la vasta mayoría opta por significativas mejoras; extremidades amputadas crecen nuevamente, la fisiología sexual puede ser cambiada a voluntad desde macho a hembra y viceversa (aunque el proceso propiamente tal se demora), la estimulación y aguante sexual están fuertemente mejorados en ambos géneros (algo que a menudos es materia de un envidioso debate entre otras especies), el dolor puede ser apagado, las toxinas pueden ser desviadas del sistema digestivo, las funciones autonómicas tales como el latido cardíaco pueden ser sometidas al control consciente, los reflejos tales como el parpadeo pueden ser apagados, y los huesos y músculos se adaptan rápidamente a los cambios en gravedad sin necesidad de realizar ejercicios. El grado de mejoras que se pueden encontrar en los individuos de La Cultura varían de acuerdo a las preferencias, con algunas de las mejoras más exóticas limitadas al personal perteneciente a Circunstancias Especiales (por ejemplo, sistemas de armas embebidos en varias partes del cuerpo).
La mayoría de los individuos de La Cultura escogen tener glándulas de drogas que les permiten que los niveles hormonales y otras secreciones químicas sean vigilados, liberados o controlados en forma consciente. Estas les permiten a sus dueños secretar a deseo una amplia variedad de drogas sintéticas, desde solo relajantes hasta para alterar estados mentales: Snap (en castellano Instantáneo) es descrita en El Uso de las Armas y en El Jugador como la "droga para el desayuno favorita de La Cultura". Sharp Blue (en castellano Agudo Azul) es descrita como una droga utilitaria, en oposición a una de mejoramiento o estimulación sexual, que ayuda en la resolución de problemas. Quicken (en castellano Acelerar), mencionada en Excesión, que acelera los procesos neurales del usuario de tal forma que el tiempo parece disminuir su velocidad, permitiendo pensar y mantener una conversación mental (por ejemplo con inteligencias artificiales) en mucho menos tiempo que el que parece tomar para un observador externo. "Sperk", como se describe en Materia, es una droga de mejoramiento del estado de ánimo y de energía, mientras que otras como las drogas de autoproducción incluyen a "Calma", "Ganancia", "Carga", "Recuerdo", "Difuso", "Somnabsolute" (en castellano AlgoAbsoluto), "SuaveAhora", "Focal", "Límite", "Ejercicio", "Gung", "Ganahora" y "Estado de Fuga Cristal". Las substancias de glándulas no tienen efectos colaterales permanentes y no son adictivas.

#### Fenotipos
Pese a todos sus mejoras genéticas, La Cultura es por ninguna forma uniforme eugénicamente. Los miembros humanos en el entorno de La Cultura varían en tamaño, color y forma como sucede en la realidad, y con muchas más diferencias naturales: en la novela corta Última Generación, se menciona que un personaje "se parece a un Yeti", y que existe una variabilidad en La Cultura en detalles menores tales como la cantidad de dedos en los pies o de articulaciones en cada dedo. Se menciona en Excesión que:

"los aires de la moda en general se han vuelto contra ... la extravagancia y las personas en su mayoría han regresado a parecer más como las personas del último milenio", previamente "como las modas en boga lo habían ordenado – las personas ... se parecían a pájaros, peces, globos dirigibles, serpientes, pequeñas nubes de humo cohesivo y arbustos animados".

Algunos ciudadanos de La Cultura optan por dejar las restricciones de un cuerpo humano e incluso de uno humanoide, y escogen tomar la apariencia de una de las muchas otras de las especies inteligentes de la galaxia (quizás con la idea de vivir con ellas) o incluso de objetos no inteligentes como se comenta en Materia (aunque este proceso puede ser irreversible si la forma deseada está demasiada alejada de la estructura del cerebro humano). Ciertos excéntricos han escogido convertirse en drones (en castellano zánganos) o incluso en Mentes, aunque esto es considerado grosero e incluso posiblemente insultante por la mayoría de los humanos e inteligencias artificiales.
Mientras que La Cultura generalmente es pan-humanoide (y se tiende a llamar a sí misma "humana"), varias otras especies e individuos de otras especies se ha convertido en parte de La Cultura.
Como todos los ciudadanos de La Cultura tienen una perfecta salud genética, en los muy raros casos en que un ciudadano de La Cultura muestra signos de cualquier deformidad física es casi cierto que sea alguna clase de declaración de moda de dudoso gusto.

#### Personalidad
Casi todos los ciudadanos de La Cultura son muy sociables, de gran capacidad intelectual y de aprendizaje, y poseen una bien equilibrada psiques. Su composición biológica y su crecimiento en una sociedad iluminada hacen que las neurosis y bajas emociones tales como la codicia o los (fuertes) celos sean prácticamente desconocidos, y produce personas que, en cualquier sociedad menos desarrollada, aparecerían como equilibradas y carismáticas. Los rasgos de carácter como una timidez fuerte, mientras que son muy raros, no son completamente desconocidos, como se muestra en Excesión. Como se describe allí y en El Jugador, un ciudadano de La Cultura que se vuelve lo suficientemente disfuncional como para ser una molestia o amenaza seria para otras le será ofrecida una terapia de ajuste psicológico (voluntaria) y potencialmente se podría encontrar a sí mismo bajo constante supervisión (no voluntaria) por representantes de la Mente local. En casos extremos, como se describe en El Uso de las Armas y Surface Detail (en castellano Detalles Superficiales), se conoce que a los individuos peligrosos se les asigna un "slap-drone" (en castellano zángano-bofetada), un acompañante robótico que se asegura que dicha persona no continué poniendo en peligro la integridad de otras personas.

### Artificiales
Así como con los humanos y otras especies biológicas, las inteligencias artificiales sensibles también son miembros de La Cultura. Estas pueden ser categorizadas en drones (zánganos) y en Mentes. También, por costumbre, como se describe en Excesión, cualquier artefacto (ya sea una herramienta o nave) sobre un cierto nivel de capacidad le ha sido dada la capacidad para sentir.

#### Drones (Zánganos)
Los drones son generalmente comparables en inteligencia y nivel social a los miembros biológicos de La Cultura. Su inteligencia es medida contra la del miembro biológico promedio de La Cultura; un así llamado drone de "valor 1.0" sería considerado mentalmente igual a un ciudadano biológico, mientras que los drones de menor inteligencia como los destinados a destinados menores como las unidades de servicio de los Orbitales son apenas proto-sintientes (capaces de reacciones limitadas a eventos no programados, pero sin poseer alguna consciencia, y de esa forma no son considerados ciudadanos; estos drones son los encargados de la mayor parte de las tareas domésticas en La Cultura). La sintiencia de los drones avanzados tiene varios niveles de redundancia, desde sistemas similares a los encontrados en las Mentes (aunque mucho más reducidos en capacidad) hasta electrónicos, mecánicos y finalmente cerebros bioquímicos de respaldo.
Aunque los drones son artificiales, los parámetros que controlan sus mentes no están restringidos rígidamente y los drones sintientes son individuos completos, con sus propias personalidades, opiniones y peculiaridades. Como los ciudadanos biológicos, los drones de La Cultura por lo general tienen nombres largos. También ellos tienen una forma de relacionarse sexualmente para placer, siendo referidos a estar "en thrall" (en castellano esclavizado), aunque esto es un intercambio solo intelectual con otro drone con el cual congenian.
Mientras que los drones civiles en general igualan a los humanos en inteligencia, los drones construidos como agentes de Contacto o Circunstancias Especiales a menudo son varias veces más inteligentes que estos, y están imbuidos con sentidos, poderes y armamentos extremadamente poderosos (usualmente campos de fuerza y basados en efectores, aunque ocasionalmente pueden ser armamento más destructivo tales como láser o, excepcionalmente, "misiles-cuchillo") todos alimentados por reactores de antimateria. A pesar de ser construidos a propósito, a estos drones aún se les permite personalidades individuales y elegir su estilo de vida. De hecho, finalmente algunos son declarados no adecuados psicológicamente para ser agentes (por ejemplo como Mawhrin-Skel destaca acerca de sí mismo en El Jugador) y deben escoger (o escogen escoger) ya sea un reperfilamiento mental o desmilitarización y dados de baja de Circunstancias Especiales.
Físicamente, los drones son unidades que flotan de variados tamaños y formas, usualmente sin partes móviles visibles. Los drones compensan las limitaciones de su inanimación con la habilidad de proyectar "campos": tanto aquellos capaces de fuerza física, que les permiten manipular objetos, como aquellos visibles, campos de color llamados "auras", que son usados para permitirle a los drones expresar emociones. Existe un complejo código de lenguaje corporal para drones basados en los colores y patrones del aura (que también es comprendido completamente por los ciudadanos biológicos de La Cultura). El drone, Jase, en Pensad en Flebas, es descrito como habiendo sido construido antes del uso de "auras" y se rehúsa a ser modernizado con ellas, prefiriendo permanecer inescrutable.
Los tamaños de los drones varían substancialmente: los más viejos aún vivos (ocho o nueve mil años de edad) tienden a tener el tamaño aproximado de un ser humano, mientras que la última tecnología permite drones lo suficientemente pequeños como para caber en la palma de una mano; los drones modernos pueden variar en tamaño entre estos extremos de acuerdo a la moda y preferencias personales. Algunos drones también han sido diseñados como equipo utilitario con su propia sintiencia, tal como el traje de protección de campo gel descrito en Excesión.

#### Mentes
Al contrario de los drones, las Mentes son órdenes de magnitud más poderosas e inteligentes que los ciudadanos biológicos o artificiales de La Cultura. Normalmente estas viven y actúan como los controladores de instalaciones de gran escala de La Cultura tales como naves o hábitats basados en el espacio. Poco sorprendente, dada la naturaleza de sus deberes, es que las Mentes son tremendamente poderosas: capaces de hacer funcionar todos los aspectos de una nave o de un hábitat, mientras que al mismo tiempo siendo capaces de sostener potencialmente millones de conversaciones simultáneas con los ciudadanos que viven a bordo con ellas. Para permitirles funcionar a tan alto grado, ellas existen parcialmente en el hiperespacio para poder saltarse las restricciones a su capacidad de computación tal como la velocidad de la luz.
Durante la época de Pensad en Flebas, se estimó que la cantidad de Mentes estaba en el orden de centenares de miles.
Las mentes basadas en naves escogen el nombre de la nave que habitan y a menudo sus elecciones son caprichosas y cómicas. Las naves son identificados por un prefijo de tres letras que muestra la clase (tal como GSV o GCU), seguido por su nombre personal, tal como:
- Anticipación de la Llegada de un Nuevo Amante, La
- Solo Probando
- Sentido en Medio de La Locura, Ingenio en Medio de La Locura

Para evitar la molesta repetición de nombres de esa longitud, los habitantes de la naves y hábitats tienden a referirse a la Mente supervisora local como la "Nave" o "Hub".
Las naves militares de La Cultura a menudo son diseñadas para ser feas y sin gracia, y carecen del usual estilo estético de La Cultura y ha sido especulado que esto es por causa de que los ciudadanos de La Cultura desean distanciarse de los aspectos militares de su sociedad. Los nombres para las clases de este tipo de naves, reflejan el profundo disgusto de La Cultura por la guerra y la resultante negación a disfrazar sus armas con eufemismos, siempre son desagradables (clases con nombres tales como Gangster, Torturador, Psicópata, Matón y Abominador). Los nombres que toman para sí este tipo de naves a menudo están teñidos con amenaza pero aun así tienden a ser caprichosos, algunos ejemplos son:
- Acabada Toda Esta Cosa de la Amabilidad y Negociación
- Ajustador de Actitud
- Tiempo de la Matanza
- Franco Intercambio de Puntos de Vista
- Alejándose de las Restricciones Morales Normales

Dado que la Mente es la que escoge su propio nombre esto incluso algunas veces puede indicar un grado de odio a sí misma dado el propósito de su existencia. Las Mentes de naves de guerra se encuentran algo afuera del rango de comportamiento normal de La Cultura, diseñadas para ser más agresivas y menos ambivalentes acerca de la violencia que el ciudadano normal de La Cultura. Algunas de tales Mentes escogen "dormir" en los períodos entre conflictos, debido a su aburrimiento y la inquietud con la típica existencia en La Cultura. Se dice en Excesión que las Mentes de las naves de guerra son respaldados completamente sin errores, dándoles a ellas una forma de inmortalidad lo que es considerado crucial para que ellas sean capaces de tomar el riesgo de entrar en combate; para las otras naves, el respaldo de sus Mentes es típico pero opcional e incluso unas pocas Mentes escogen vivir con la posibilidad de una muerte real (o incluso se suicidan, normalmente mediante el apagado de sus núcleos de energía, aunque se puede lograr una muerte más dolorosa al canalizar la energía generada por sus motores hacia el "cerebro" de la nave).
Generalmente las Mentes consideran a sus tripulantes/habitantes como "compañeros interesantes" e interactúan con ellos a través de dispositivos controlados remotamente, a menudo drones o "avatares" humanoides. Ejemplos de sistemas interactivos más diversos son animales como pequeños peces suspendidos en su propia esfera de agua apoyada por antigravedad.
Como una observación, el hecho de que las inteligencias artificiales son aceptadas como ciudadanos de La Cultura fue un factor principal en la Guerra Idir-La Cultura, la que es explorada en Pensad en Flebas. Esta ciudadanía para las inteligencias artificiales (que La Cultura promueve en las otras sociedades que encuentra) tiene otras consecuencias más generales. Por ejemplo, a pesar de un alto grado de automatización al interior de la tecnologá de La Cultura, las tareas diarias básicas a menudo son de responsabilidad de tecnología no sintiente, para evitar la explotación de formas de vida sintiente (aunque a menudo las Mentes realizan tareas administrativas usando una pequeñísima parte de sus enormes capacidades mentales).

### Nombres
Algunos de los ciudadanos humanoides o drones de La Cultura tienen largos nombres, a menudo con siete o más palabras. Algunas de estas palabras indican el origen del ciudadano (lugar de nacimiento o de fabricación), algunas una ocupación y algunas pueden denotar alineamientos filosóficos o políticos específicos (escogidos más adelante en la vida por el ciudadano propiamente tal), o para hacer otras declaraciones personales similares. Un ejemplo podría ser Diziet Sma, cuyo nombre completo es Rasd-Coduresa Diziet Embless Sma da' Marenhide:
- Rasd-Coduresa es el sistema planetario en donde nació y el objeto específico (planeta, orbital, esfera de Dyson, etc.). El sufijo -sa es aproximadamente equivalente al sufijo -er en inglés.[5] De acuerdo a esta convención, los humanos terrestres serían llamados Sol-Terrasa (o Sol-Earther).
- Diziet es el nombre propio, Este es escogido por sus padres, usualmente la madre.
- Embless es el nombre que escoge la propia persona. La mayor parte de los ciudadanos de La Cultura escogen este nombre cuando ellos alcanza la edad adulta (de acuerdo a El Jugador esto se conoce como "completar su propio nombre"). Como con todas las convenciones en La Cultura, esta puede ser rota o ignorada: algunos cambian su nombre elegido durante su vida, algunos nunca seleccionan uno.
- Sma es su apellido, usualmente se toma el de la madre.
- da' Marenhide es la 'casa'/territorio donde creció, el da o dam es similar al uso del von en alemán. (La forma usual es dam; da es usado en el nombre de Sma ya que el nombre de la casa comienza con una letra M, y con esto se evita un repetición de fonema incomoda).

Iain Banks indicó que su nombre en la convención de La Cultura sería "Sol-Earther Iain El-Bonko Banks de North Queensferry".

### Muerte
La Cultura tiene una actitud relativamente relajada hacia la muerte. La manipulación genética y la continua benévola vigilancia de las Mentes hacen que las muertes naturales o accidentales sean casi desconocidas. La avanzada tecnología le permite a los ciudadanos hacer copias de respaldo de su personalidad, permitiéndoles ser resucitados en el caso de muerte, aunque como estos son solo copias, la conciencia no es continuada y el individuo original realmente no renace, solo es reemplazado. La forma de esta resurrección puede ser indicada por el ciudadano, con la personalidad regresando ya sea a la misma forma biológica, a una forma artificial (ver más adelante) o incluso solo al interior de una realidad virtual. Algunos ciudadanos escogen entrar en un "almacenaje" (una forma de animación suspendida) por largos periodos de tiempo, solo por evitar el aburrimiento o por curiosidad de cómo será el futuro.
Las actitudes hacia la muerte de los ciudadanos individuales son muy variadas (y han variado a través de la historia de La Cultura). Mientras que muchos de los ciudadanos, si no la mayoría, hacen algún uso de tecnología de respaldo, muchos otros no lo hacen, prefiriendo en vez arriesgarse a la muerte sin posibilidad de recuperación (por ejemplo cuando participan en deportes extremos). Estos ciudadanos algunas veces son llamados "desechables" y se describen en Look to Windward (en castellano A Barlovento). Tomando en cuenta tales accidentes, la eutanasia voluntaria por razones emocionales o elecciones tales como la sublimación, la esperanza de vida promedio de los humanos es descrita en Excesión como estando alrededor de 350 a 400 años, pero puede ser más larga. Algunos ciudadanos escogen abstenerse de la muerte en su totalidad, aunque esto se hace raramente y es visto como una excentricidad. Otras alternativas a la muerte incluyen la conversión de la conciencia de un individuo en una inteligencia artificial, unirse a una mente grupal (que puede incluir conciencias biológicas o no biológicas) o la sublimación (usualmente en asociación a una mente grupal).
Respecto a la esperanza de vida de los drones y Mentes, dada la durabilidad de la tecnología de La Cultura y las opciones de respaldo del estado de una mente mencionadas anteriormente, es razonable asumir que ellos viven tanto como lo desean hacer. Se sabe que incluso las Mentes, con su extrema complejidad, pueden ser respaldadas (y reactivadas si ellas mueren por ejemplo durante una misión riesgosa, ver la GSV Lasting Damage). Se debe destacar que incluso las propias Mentes no necesariamente viven para siempre, ya que a menudo finalmente optan  por la sublimación o incluso por suicidarse (como hizo la nave de mente doble GSV Lasting Damage (en castellano Daño Duradero) debido a las elecciones que debió realizar durante la guerra Idir-Cultura).

## Ciencia y tecnología

### Antigravedad y campos de fuerza
La Cultura (y otras sociedades) han desarrollado poderosas habilidades de antigravedad, estrechamente relacionadas con su habilidad para manipular las fuerzas propiamente tales.
Con esta habilidad ellos pueden crear acción a distancia -incluyendo fuerzas capaces de empujar, tirar, cortar e incluso manipulación fina, y campos de fuerza para protección, presentación visual o simple habilidad destructiva. Tales aplicaciones aún están sometidas a restricciones de distancia y potencia: mientras que son posibles campos de fuerza de muchos kilómetros cúbicos (y de hecho, los orbitales se mantienen juntos por medio de campos de fuerza), incluso en las novelas posteriores cronológicamente, como A Barlovento, las naves espaciales aún son utilizadas para los viajes de larga distancia y los drones para muchas actividades remotas.
Bajo el control de una Mente, los campos de fuerza pueden ser manipulados a vastas distancias. En el El Uso de las Armas, una nave de guerra de La Cultura usa sus actuadores electromagnéticos para irrumpir en un computador ubicado a años luz de distancia.

### Inteligencia artificial
Las inteligencias artificiales (y a un menor grado, los computadores no-sintientes omnipresentes en todos los bienes materiales), forman el núcleo de los avances tecnológicos de La Cultura. Ellos no solo son los científicos y diseñadores más avanzados que tiene La Cultura, sus funciones menores también supervisan las vastas capacidades de producción y de mantenimiento, usualmente ocultos a la vista, de la sociedad.
La Cultura ha alcanzado inteligencias artificiales donde cada Mente posee capacidades de procesamiento mental que son muchos órdenes de magnitud superiores a las de los seres humanos, y dispositivos de almacenamiento de datos que, si fueran escritos en papel y almacenados en archiveros, cubrirían miles de planetas con rascacielos (como es descrito por una Mente en Pensad en Flebas). A pesar de esto se ha logrado condensar a estas entidades a un volumen de varias docenas de metros cúbicos (aunque la mayor parte de los contenidos y de la estructura operativa se encuentran continuamente en el hiperespacio). También las Mentes demuestran tiempos de reacción y habilidades de multitareas órdenes de magnitud más grandes que cualquier ser sintiente; los enfrentamientos armados entre La Cultura y civilizaciones tecnológicamente equivalentes algunas veces suceden en periodos de tiempo tan cortos como microsegundos, y las Mentes orbitales estándares son capaces de hacer funcionar todos los sistemas vitales de los Orbitales mientras que al mismo tiempo conversan simultáneamente con millones de habitantes y observan fenómenos en las regiones del espacio que la rodean.
Al mismo tiempo, ha logrado drones sintientes y con capacidades proporcionales a Circunstancias Especiales en formas que podrían caber fácilmente en una mano humana y también construido computadores extremadamente poderosos (aunque no sintientes) capaces de ser instalados en drones del tamaño de insectos. Algunos dispositivos de uso general (tales como trajes espaciales) también son provistos con sintiencia artificial. Estos tipos específicos de drones, como todas las otras inteligencias artificiales de La Cultura, también serían considerados ciudadanos, como se describe en el cuento "Descendiente", ellos pasan la mayor parte del tiempo cuando su 'cuerpo' no está siendo usado, en una forma de existencia de enlace remoto al exterior de este, o en la forma de una realidad virtual del nivel de las inteligencias artificiales.

### Manipulación de la energía
Una característica importante de su sociedad post-escasez es que La Cultura es obviamente capaz de reunir, manipular, transferir y almacenar vastas cantidades de energía. Mientras que en las novelas no se explica en forma detallada, esto involucra a la antimateria y una 'grilla de energía', un campo de energía propuesto que divide al universo de un universo espejo de antimateria, y que proporciona energía prácticamente sin límites. No se explica la transmisión o el almacenamiento de tal energía, aunque también estas capacidades deben ser poderosas, como minúsculos drones siendo capaces de usar campos y fuerzas muy poderosos para diversas manipulaciones.
La Cultura también utiliza varias formas de manipulación de energía como armas, con "grilla de fuego" (un método de crear una grieta dimensional en la grilla de energía, liberando cantidades astronómicas de energía en una región del no-hiperespacio) siendo descrita como una clase de arma final más destructiva que un bombardeo con antimateria condensada. Un personaje en Pensad en Flebas se refiere a la grilla de fuego como "el armamento del fin del universo".

### Desplazamiento de la materia
La Cultura (al menos durante la época de El Jugador) ha desarrollado una forma de teletransporte capaz de mover tanto materia viviente como inerte en forma instantánea usando agujeros de gusano. Esta tecnología no ha vuelto obsoletos a las naves espaciales –en Excesión un drone de apenas el tamaño de una manzana fue desplazado no más allá de un segundo luz a distancia máxima (siendo la masa un factor limitador que determina la distancia), una distancia pequeñísima en términos galácticos. El proceso también tiene una muy pequeña posibilidad de fallar y de matar a seres vivos, pero la posibilidad es descrita como siendo extremadamente pequeña (1 en 61 millones): 363  y que solo se convierte en un problema cuando se transporta a una gran cantidad de personas y solo es sacado a relucir regularmente debido a la naturaleza consciente de la seguridad de La Cultura.
El desplazamiento es una parte integral de la tecnología de La Cultura, siendo ampliamente utilizada para una amplia variedad de aplicaciones tanto pacífica como militares. Las cabezas de guerra desplazadas al interior o cerca de sus blancos son una de las principales formas de ataque en la guerra espacial en el universo de La Cultura. El Jugador menciona que los drones pueden ser desplazados para capturar a una persona que esté cayendo desde un acantilado antes de que esta impacte contra el suelo.

### Respaldo de personalidad
La Cultura tiene la capacidad de leer y almacenar la completa sintiencia de cualquier ser, biológico o artificial, a través de cordones neurales y de esta forma reactivar un ser almacenado después de la muerte del original. Como resultado esto también obliga a tener la capacidad de leer pensamientos, pero como está descrito en A Barlovento, hacer esto sin permiso es considerado tabú. Las bandas neurales también permiten a su usuario realizar rápidas búsquedas y accesos a información, ya que las bandas neurales están instalados en el cerebro del usuario.

### Naves estelares y motoreswarp
Las naves estelares son espacios habitables, vehículos o embajadores de La Cultura. Una nave estelar de La Cultura propiamente tal (definida como teniendo capacidad de viajar por el hiperespacio y la presencia de una Mente para controlarla) pueden ir desde varios centenares de metros a centenares de kilómetros. Estas últimas pueden ser habitadas por miles de millones de seres y son mundos artificiales por derecho propio que incluyen ecosistemas completos.
La Cultura (y la mayoría de las otras especies capaces de viajar en el espacio en su universo) usan una forma de motor hiperespacial para alcanzar velocidades más rápidas que la luz. Banks ha creado un sistema de física teórica, que él mismo ha confesado solo es cháchara tecnológica, para describir la aceleración y el movimiento de las naves, usando conceptos tales como "infraespacio" y "ultraespacio" y una 'grilla de energía' entre universos (desde la cual los motores warp 'empujan' para lograr momentum). Se utiliza una 'singularidad inducida' para acceder al infraespacio o al ultraespacio desde el espacio real; una vez allí, los 'campos del motor' alcanzan a la Grilla y obtienen potencia y tracción de esta a medida que viajan a altas velocidades.
Estos motores hiperespaciales no usan masa de reacción y por lo tanto no necesitan estar montados en la superficie de la nave. Se los describe como siendo de materia exótica muy densa, que solo revela su complejidad usando un microscopio de mucha potencia. La aceleración y velocidad máxima dependen de la proporción entre la masa de la nave y la masa del motor. Como con cualquier otra materia a bordo, las naves pueden fabricar gradualmente volumen extra de motores o deshacerse de este como sea necesario. En Excesión una de las naves más grandes de La Cultura se rediseñó a sí misma para ser principalmente solo motores y alcanzar una velocidad de 233.000 veces la velocidad de la luz. Dentro de la distancia de influencia de La Cultura en la galaxia, a la mayoría de las naves aún les tomaría años de estar viajando para poder llegar a los puntos más remotos de esa zona de influencia.
Además de los motores usados por las naves más grandes de La Cultura, hay una variedad de otros métodos de propulsión tales como motores gravíticos para velocidades inferiores a la de la luz, y también motores de antimateria, fusión y otros motores a reacción vistos ocasionalmente en civilizaciones menos avanzadas, o en actividades de pasatiempo en La Cultura.
Los motores warp pueden ser muy pequeños, con drones de La Cultura apenas más grandes que el tamaño de un puño estando equipados con ellos. También existe al menos una especie (aparentemente no inteligente, el animal "Chuy-Hirtsi"), que tienen la habilidad natural de viajar en warp. En Pensad en Flebas, estos animales fueron usados como transporte militar por los idiranos, pero no se entregan mayores detalles.

### Nanotecnología
La Cultura posee nanotecnología altamente avanzada, aunque las descripciones de esta tecnología en los libros de la serie son limitadas. Muchos de los usos descritos son para o por Circunstancias Especiales, pero no existen indicaciones de que el uso de la nanotecnología esté limitada en alguna forma. (En un pasaje en uno de los libros, existe una breve referencia a la pregunta de la inteligencia comparando al cerebro humano o a un "substrato de nivel pico").
Uno de los principales usos clandestinos de la nanotecnología es la recopilación de información. A La Cultura le gusta conocer y como se describe en Materia "ella tiende a conocerlo todo". Además de su vasta red de aliados simpatizantes y de los ciudadanos itinerantes de La Cultura, una de las principales formas en que La Cultura mantiene un seguimiento de los eventos importantes es mediante el uso de nanorrobots prácticamente invisibles capaces de grabar y transmitir sus observaciones. Esta técnica es descrita como siendo especialmente útil para seguir a personas potencialmente peligrosas (tales como exagentes de Circunstancias Especiales). Vía esta nanotecnología, es potencialmente posible para La Cultura (o sociedades similarmente avanzadas) ver todo lo que sucede en un planeta dado, orbital o cualquier hábitat. El uso de tales dispositivos está limitado por varios tratados y acuerdos entre los "Involucrados".
Adicionalmente, los asesinos "EDust" (en castellano EPolvo) son potentes armas de terror de La Cultura, compuestas enteramente de nano máquinas llamadas "EDust", o 'Todo es Polvo'. Estas son capaces de tomar casi cualquier forma o configuración, incluyendo enjambres de insectos o humanos o extraterrestres completos, y que poseen un poderoso armamento capaz de arrasar edificios completos.

## Espacios habitables
La mayoría de la población de La Cultura vive en orbitales, vastos mundos artificiales donde pueden vivir miles de millones de personas. Otros viajan a través de la galaxia en gigantes naves espaciales tales como los Vehículos de Sistemas Generales (en inglés: General Systems Vehicles, GSV) donde pueden vivir centenares de millones de personas. Casi no se describen ciudadanos de La Cultura viviendo en planetas, excepto cuando se encuentran visitando a otras civilizaciones. La razón de esto es parcialmente debido a que La Cultura cree en contener su propia expansión a hábitats construidos por ella misma, en vez de colonizar o conquistar nuevos planetas. Ya que los recursos del universo permiten una expansión permanente (al menos asumiendo un crecimiento no exponencial), esto libera a La Cultura de tener que competir por espacios habitables.
La Cultura y otras civilizaciones en el universo de Banks son descritas como habitando en una variedad de hábitats, a menudo artificiales o construidos:

### Esferas de aire
Estas son vastas burbujas de atmósfera del tamaño de enanas marrones encerrada por campos de fuerza y, presumiblemente, construidas por una antigua y avanzada raza al menos entre mil millones y quinientos millones de años atrás. En estas solo hay una mínima gravedad. Estas están iluminadas por planetoides que las orbitan del tamaño de lunas, que emiten enormes haces de luz.
Los ciudadanos de La Cultura viven allí solo muy ocasionalmente como invitados, usualmente para estudiar los complejos ecosistemas de las esferas de aire y las formas de vida dominantes: los "behemotauros dirigibles" y las "entidades lenticulares gigalitinas", que pueden ser descritas como antiguas e inescrutables inteligencias que parecen una cruza entre dirigibles gigantes y ballenas. Las esferas de aire migran lentamente por la galaxia, demorándose entre 50 a 100 millones de años en completar un circuito. En las novelas nadie sabe quién las creó o por qué, pero se presume que cualquiera que lo hizo largo tiempo atrás sublimó pero puede mantener un oscuro vínculo con los behemotauros y las entidades lenticulares. A los invitados a las esferas de aire no se les permite usar ninguna tecnología de campos de fuerza, aunque no se ha indicado ninguna razón para esta prohibición.
Las esferas de aire se parecen en algunos aspectos a los anillos de atmósfera respirable del tamaño de una órbita creados por Larry Niven en Los árboles integrales, pero siendo esféricos y no toroidales estos requieren un campo de fuerza para retener su integridad, y surgen por procesos artificiales y no naturales.

### Orbitales
Uno de los principales tipos de hábitats de La Cultura, un orbital es una estructura tipo anillo que se encuentra orbitando una estrella como lo haría un planeta. A diferencia de un Mundo Anillo o una Esfera de Dyson, un orbital no encierra la estrella (al ser mucho más pequeño). Como un Mundo Anillo, el orbital rota para proporcionar un análogo a la gravedad en la superficie interna. Un orbital de La Cultura rota aproximadamente una vez cada 24 horas y tiene una gravedad aproximada a la de la Tierra, esto hace que el diámetro del anillo sea de aproximadamente 3.000.000 de kilómetros, y se asegura que los habitantes experimenten la noche y el día. Los orbitales son una característica destacada en las historias de La Cultura.

### Planetas
En el contexto de las historias de La Cultura muchas otras civilizaciones viven en planetas, pero La Cultura como existe actualmente tiene pocas conexiones directas a la vida planetaria. Una pequeña cantidad de mundos de origen de las especies fundadoras miembros son mencionados a la pasada y unos pocos centenares de mundos habitables por los humanos fueron colonizados (algunos siendo terraformados) antes de que La Cultura escogiera utilizar hábitats artificiales, prefiriéndolos para mantener los planetas encontrados en su estado original. Desde entonces, la terraformación ha sido considerada por La Cultura como poco elegante, ecológicamente problemática e incluso posiblemente inmoral. Menos del uno por ciento de la población de La Cultura vive en planetas y muchos encuentran ese concepto un poco extraño.
En este respecto no existe una consideración absoluta. En Pensad en Flebas algunas Mentes sugirieron probar una nueva tecnología en un "planeta de repuesto" (sabiendo que podría ser destruido en una explosión de antimateria si resultaba en un fracaso). Se podría asumir dada la ética normal de La Cultura, que este planeta sería estéril. También es muy posible, e incluso probable, que la sugerencia no fue hecha en serio realmente.

### Anillos
En el universo de La Cultura existen megaestructuras como las de Mundo Anillo pero son mencionados simplemente como "Anillos" con la letra mayúscula A. Estos hábitats no son descritos en detalle pero se registra que uno fue destruido (junto con tres esferas) en la guerra Idir-La Cultura. En Materia, el pueblo Morthanveld posee estructuras semejantes a los mundos anillos construidos a partir de innumerables tubos de varios tamaños. Estas estructuras rodean a una estrella de la misma forma que el Mundo Anillo de Niven y son de aproximadamente del mismo tamaño.

### Rocas
Estos son asteroides y otros cuerpos no planetarios ahuecados para su uso habitacional y que usualmente giran para generar gravedad mediante la fuerza centrífuga. Las rocas (con la excepción de aquellas usadas para propósitos secretos) son descritas como teniendo motores con capacidad de velocidades superiores a la de la luz y por eso pueden ser considerados como una forma especial de nave espacial. Como los orbitales, estos usualmente son administrados por una o más Mentes.
Las rocas no juegan un papel importante en la mayor parte de las historias de La Cultura, aunque su uso como bodegas de almacenamiento de largo plazo para naves militares (como la Pittance, en castellano Miseria) y hábitats (como Phage Rock, en castellano Roca Fagia, una de las comunidades fundadoras de La Cultura) son puntos claves en la trama de la novela Excesión.

### Mundos Capas
Los mundos capas fueron presentados en Materia y consisten de múltiples niveles en capas de esferas concéntricas en cuatro dimensiones sostenidas por innumerables y gigantes torres interiores. Sus características extradimensionales provocan que algunos productos de la tecnología de La Cultura sean demasiados peligrosos de usar y otros simplemente no funcionan, especialmente el acceso al hiperespacio. Estos mundos fueron construidos millones de años atrás como vastas máquinas con el propósito de levantar un campo de fuerza alrededor de toda la galaxia para un fin desconocido. Las especies que desarrollaron esta tecnología ya no existen y muchos de los mundo capas restantes se han habitado, a menudo por muchas diferentes especies a través de sus múltiples niveles. Muchos de estos mundos aún poseen mortales mecanismos de defensa, que a menudo son un gran peligro para sus nuevos habitantes, hecho que ha provocado uno de sus otros sobrenombres: Mundos Carniceros.

### Naves
Las naves en La Cultura son individuos inteligentes, a menudo de un tamaño muy grande, controladas por una o más Mentes. La nave se considera como el cuerpo de la Mente. Algunas naves (por ejemplo las GSV) son de decenas o incluso centenares de kilómetros de largo y pueden tener millones o incluso miles de millones de residentes viviendo a tiempo completo en ellas, y junto con los Orbitales representan la principal forma de hábitat de La Cultura. Naves tan grandes pueden contener temporalmente naves más pequeñas con sus propias poblaciones o fabricar naves ellas mismas.
En el Uso de las Armas, el protagonista Zakalwe se le permite aclimatarse a La Cultura paseando durante días a través de los niveles habitables de una nave (la GSV Size Isn't Everything, en castellano El Tamaño No Lo Es Todo, que es descrita como teniendo más de 80 kilómetros de largo), comiendo y durmiendo en muchos de los lugares que proporcionan comida y alojamiento a través de la estructura y disfrutando de las variadas formas de contacto posibles con los amigables y complacientes habitantes de esta nave.

### Esferas
Las Esferas de Dyson también existen en el universo de La Cultura pero solo son mencionadas a la pasada y simplemente son llamadas "Esferas". Se cuenta que se destruyeron tres esferas durante la guerra Iridan-La Cultura.
En Materia, el Mundo Nido Morthanveld de "Syaung-un" es un "Mundo Esfera" consistente de un complejo arreglo recursivo de tubos transparentes dentro de otros tubos, todos girando alrededor de una pequeña estrella central. Se dice que el Mundo Nido contiene a cuarenta billones de Morthanveld, más seres inteligentes que toda la sumatoria de habitantes de La Cultura y sus mundos asociados. También se indica que existen otros Mundos Nidos pero ninguno tan grande como "Syaung-un".[cita requerida]

## Interacción con otras civilizaciones
La Cultura, al vivir principalmente en enormes naves espaciales y en hábitats artificiales, y también no sintiendo la necesidad de conquistas en el sentido típico de la palabra no posee fronteras. Su esfera de influencia está mejor definida por la concentración (en un momento determinado) de naves y hábitats de La Cultura así como la medida del efecto que ya han tenido su ejemplo y sus intervenciones en la población 'local' de cualquier sector galáctico. Como La Cultura también es una sociedad muy graduada y en constante evolución, sus fronteras sociales también están en constante flujo (aunque en las novelas tienden a estar en constante expansión), 'absorbiendo' pacíficamente a sociedades e individuos.
Mientras que La Cultura es una de las civilizaciones más avanzadas y poderosas de toda la galaxia, no es más que una de las "Involucradas de alto nivel" (llamadas "Optimae" por algunas de las civilizaciones menos avanzadas), la más poderosa de las civilizaciones no sublimadas que hacen de mentor o controlan a las otras.
Una sociedad Involucrada es un grupo altamente avanzado que ha logrado un compromiso de alcance galáctico con otras culturas o sociedades. Existen unas pocas docenas de sociedades Involucradas y centenares o miles de sociedades o culturales bien desarrolladas (interestelares) pero con insuficiente influencia; también existen sociedades bien desarrolladas conocidas como "maduras galácticamente" que no toman un rol dinámico en la galaxia como un todo. En las novelas, La Cultura podría ser considerada la más poderosa sociedad Involucrada, o al menos las más dinámica e energética, especialmente dado que La Cultura en sí misma es una fusión multicultural creciente de sociedades Involucradas. Estas sociedades Involucradas se contrastan con las Sublimadas, grupos que alcanzaron un alto nivel de desarrollo técnico e influencia galáctica pero que subsecuentemente abandonaron la realidad física, cesando de tener serio interés intervencionista en la civilización galáctica. También ellas son contrastadas con lo que algunos miembros de La Cultura se refieren aproximadamente como sociedades "bárbaras", sociedades de seres inteligentes que carecen de la capacidad técnica de conocer o de tomar un rol serio en su vecindad interestelar. También existen las civilizaciones más antiguas, que son civilizaciones que han alcanzado el nivel tecnológico requerido para la sublimación, pero escogieron no hacerlo, y que han retrocedido de una meta-civilización galáctica más grande.
Los Involucrados también son comparados con los enjambres hegemónicos (un término usado en varias de las novelas de La Cultura escritas por Banks). Estas son entidades que existen para convertir tanto como sea posible del universo en algo similar a ellos; normalmente estas son de naturaleza tecnológica, pareciéndose más a formas sofisticadas de plaga gris, pero el término también puede ser aplicado a las culturas que son lo suficientemente monotemáticas en su devoción a la conquista en masa, al control y a la colonización. Tanto La Cultura y el autor (en sus Notas Acerca de La Cultura) encuentran este comportamiento quijotesco y ridículo. Más a menudo, las sociedades categorizadas como enjambres hegemónicos consisten de especies o grupos de reciente arribo a la comunidad galáctica con metas altamente expansionistas o explotadoras. El uso del término "enjambre hegemónico" en este contexto es considerado despectivo en La Cultura y entre los otros Involucrados y es usado para indicar su bajo respeto para aquellos estas ambiciones al comparar su comportamiento con la tecnología de los autoreplicantes sin mente. El dilema moral central de La Cultura con respecto a la intervención en otras sociedades puede ser construido como un conflicto entre el deseo de ayudar a otros y el deseo de evitar convertirse en un enjambre hegemónico.

### Política exterior
Aunque llevan una vida confortable dentro de La Cultura muchos de sus ciudadanos sienten una necesidad de ser útiles y pertenecen a una sociedad que no solo existe para su propio beneficio sino que desea ayudar a mejorar a todos los seres inteligentes a través de la galaxia. Por esa razón La Cultura lleva a cabo "trabajos de buena voluntad", interfiriendo abiertamente o en forma encubierta en el desarrollo de civilizaciones menores, con la idea principal de guiarlos gradualmente hacia caminos de menor daño. Los ciudadanos de La Cultura ven estos trabajos de buena voluntad como una forma de proporcionar a La Cultura con un "derecho moral a existir".
Un grupo dentro de La Cultura, llamado Contacto, es el responsable por sus interacciones (diplomáticos y de otros tipos) con otras civilizaciones (aunque aparentemente a los ciudadanos que no pertenecen al grupo de Contacto no se les impide de viajar o interactuar con otras civilizaciones). Además al interior de Contacto existe una organización de inteligencia llamada Circunstancias Especiales con el propósito de tratar con intervenciones que requieren de una conducta más oculta; la aproximación intervencionista que La Cultura lleva a cabo para hacer que otras sociedades avancen y que a menudo pueden crear resentimientos en las civilizaciones afectadas y que por lo tanto requieren de un toque más delicado.
En Materia, se describe que existen una cantidad de otras civilizaciones galáctícas que se acercan o que incluso potencialmente sobrepasan a La Cultura en poder y sofisticación. La Cultura es muy cuidadosa y considerada de estos grupos, y a pesar de que aún trata de convencerlas del ideal de La Cultura, es mucho menos probable de que interfiera abiertamente con sus actividades.
En Detalles Superficiales, se describen otras tres ramas de Contacto: Quietus, el Servicio Quietudinal, cuyo propósito es tratar con aquellas entidades que se han retirado de la existencia biológica hacia una forma digital o aquellas que han muerto y han sido resucitadas; Numina, que es descrita como estando a cargo del contacto con razas que han sublimado; y Restoria, un subconjunto de Contacto que se enfoca en contener y negar la amenaza de los enjambres de criaturas autoreplicantes ('hegswarms').

### Comportamiento en la guerra
Mientras que normalmente La Cultura es pacifista, históricamente Contacto actúa como su brazo militar en tiempos de guerra, mientras que Circunstancias Especiales puede ser considerado como su servicio secreto y su inteligencia militar. Durante una guerra, la mayor parte de las decisiones estratégicas y tácticas son tomadas por las Mentes, y aparentemente con solo unos pocos humanos especialmente dotados, los "Referentes", estando involucrados en las decisiones del más alto nivel. Se muestra en Pensad en Flebas que la decisión final de ir a la guerra (en oposición a las acciones puramente defensivas) están basadas en un voto de todos los ciudadanos de La Cultura, presumiblemente después de vigorosas discusiones en toda la sociedad.
Se describe en varias novelas que La Cultura es extremadamente reluctante en ir a una guerra, aunque puede comenzar a prepararse para una mucho antes de que realmente se inicie el conflicto. En la Guerra Idir-La Cultura (posiblemente una de las guerras más difíciles para las normalmente superiores fuerzas de La Cultura), varios sistemas estelares, regiones estelares y muchos hábitats orbitales fueron capturados por los Iridanes antes de que La Cultura hubiera convertido suficientes de sus fuerzas a condiciones de guerra. Las Mentes de La Cultura habían tenido la suficiente previsión como para haber evacuado a tiempo a la mayoría de los ciudadanos afectados (aparentemente en una cantidad de miles de millones) antes de que las hostilidades los alcanzaran. Como se muestra en El Jugador, es una táctica normal de La Cultura, con su fuerte énfasis en proteger a sus ciudadanos más que sacrificar a algunos de ellos por objetivos de corto plazo.
La guerra al interior de La Cultura es combatida principalmente por buques de guerra inteligentes de La Cultura, siendo los más poderosos de estos las GSV convertidas a buques de guerra, que son descritas como siendo lo suficientemente poderosas como para oponerse a flotas enemigas completas. La Cultura tiene poco uso para fuerzas terrestres convencionales (ya que raramente ocupa territorio enemigo) y a su vez posee poco territorio; drones de combate equipados con "misiles cuchillo" aparecen en Descendiente y "armas de terror" (básicamente asesinos inteligentes de tamaño nanométrico) son mencionadas en A Barlovento, en Materia son utilizados trajes de combate de infantería de gran capacidad que también pueden ser desplegados como drones capaces de combatir cuando no contienen a un ser vivo.

## Relevancia para la política del mundo real

### Utopía
A menudo se hacen comparaciones entre La Cultura y las civilizaciones occidentales del siglo veinte y veintiuno, particularmente con sus intervenciones en las sociedades menos desarrolladas. Estas son a menudo confundidas con las presumidas preferencias políticas del autor.
En su política exterior, La Cultura recuerda al idealismo neoconservadurista con una política de interferir en las sociedades extranjeras para promover sus propios valores culturales.
Muchos creen que La Cultura es una utopía que tiene en comparación una legitimidad moral significativamente mayor que las proto-democracias occidentales. Mientras que las intervenciones de La Cultura inicialmente pueden parecer similares a las intervenciones occidentales, especialmente cuando se consideran su retórica democratizadora, el argumento es que La Cultura opera completamente sin necesidad de materias primas, y que por lo tanto sin la posibilidad de motivos más básicos. Esto no quiere decir que los motivos de La Cultura son puramente altruistas: un universo pacífico e iluminado lleno de buenos vecinos careciendo de chovinismos étnicos, religiosos y sexuales, también está en el interés de La Cultura. Además, los ideales de La Cultura (en muchas formas similares a los de aquellos de la perspectiva liberal contemporánea) se encuentran realizados internamente a una mucho mayor extensión cuando se le compara con Occidente.

### Críticas
Muchas de las prácticas empleadas por Circunstancias Especiales serían consideradas desagradables incluso en el contexto de una democracia occidental. Algunos ejemplos son el uso de mercenarios para llevar a cabo tareas en que La Cultura no quiere ensuciarse las manos, e incluso amenazas directas de invasión (La Cultura ha entregado ultimatums con anterioridad a otras civilizaciones). Algunos comentaristas también han argumentado que aquellos agentes de Circunstancias Especiales encargados con tratar con civilizaciones extranjeras (y así potencialmente cambiándolos a ellas a un estado más suave, más parecido al de La Cultura) también son aquellos que probablemente más resientan estos cambios, con paralelos obtenidos de las fuerzas especiales del mundo real entrenadas para operar al interior de culturas de naciones extranjeras.
Los eventos de El Uso de las Armas son un ejemplo de cuan sucio jugará Circunstancias Especiales con el propósito de lograr sus objetivos y la conspiración en el corazón de la trama de Excesión demuestra como al menos algunas Mentes están preparadas a arriesgar matar seres inteligentes cuando concluyen que estas acciones son beneficiosas para el bien común en el largo plazo. Circunstancias Especiales representa una muy pequeña fracción de Contacto, que a su vez es solo una pequeña parte de toda La Cultura, nuevamente haciéndola comparable al tamaño y la influencia de las modernas agencias de inteligencia.

## Cuestiones planteadas
Las historias de La Cultura principalmente son acerca de los problemas y paradojas que enfrentan las sociedades liberales. La Cultura en sí misma es una sociedad liberal "ideal-típica"; esto es, tan pura como un ejemplo se pueda razonablemente imaginar. Es altamente igualitaria; la libertad del individuo es su valor más importante; y se espera que todas las acciones y decisiones sean determinadas de acuerdo a un estándar de razonabilidad y sociabilidad inculcado en todas las personas a través de un sistema progresivo de educación. Es una sociedad que se encuentra más allá de la escasez material que para todos los propósitos prácticos sus población puede tener y hacer lo que cada uno desee. Si a una persona no le gusta el comportamiento u opinión de las otras, se puede mover fácilmente a un centro de población o subgrupo de La Cultura más afín a sus gustos y preferencias, por eso existe poca necesidad de hacer cumplir los códigos de conducta.
Incluso La Cultura tiene que hacer compromisos con sus ideales cuando se involucran temas de diplomacia o de su propia seguridad. Contacto, el grupo que maneja estos temas, y Circunstancias Especiales, su división de servicio secreto, pueden emplear a personas cuyos talentos y estabilidad emocional son confiables, e incluso pueden rechazar a robots inteligentes construidos específicamente para estos propósitos si es que fallan en cumplir con sus requerimientos. De ahí que estas divisiones son consideradas como la élite de La Cultura y pertenecer a ella se considera ampliamente como un premio; pero también, como se describe en muchas de las novelas, algo que pueden ser vergonzoso ya que contradice muchos de los códigos morales de La Cultura.
Al interior de Contacto y Circunstancias Especiales, también existen círculos internos que pueden tomar el control en caso de crisis, algo que es contradictorio a la nociones ideales de procesos democráticos y abiertos que La Cultura propugna. Contacto y Circunstancias Especiales pueden suprimir o retrasar la entrega de información, por ejemplo, para evitar crear presión pública por acciones que ellos consideran imprudentes o para prevenir que otras civilizaciones exploten ciertas situaciones.
Al tratar con civilizaciones regresivas menos poderosas, usualmente La Cultura interviene de manera discreta, por ejemplo, protegiendo y apoyando discretamente a los elementos más liberales, o subvirtiendo a las instituciones intolerantes. Por ejemplo, en El uso de las armas, La Cultura opera al interior de una sociedad intolerante menos avanzada a través del control de un cartel de negocios que es conocido por inversiones humanitarias y de desarrollo social, así como un buen samaritanismo genérico. En Excesión, un subgrupo de Mentes conspira para provocar una guerra con el extremadamente sádico Affront, aunque la conspiración es desarmada por un GSV que es un agente encubierto de Circunstancias Especiales. Al año 2008 solo otra historia, Pensad en Flebas (1987), enfrenta a La Cultura contra una sociedad altamente intolerante de aproximadamente igual poder: los agresivos y teocráticos Idiranos. Aunque ellos no son un amenaza inmediata y directa para La Cultura, esta declara la guerra debido a que se habría sentido sin utilidad si se hubiera permitido que continuara la inexorable expansión de los Idiranos. La decisión de La Cultura fue un juicio de valor más que un cálculo utilitario y la "Facción Pacifista" al interior de La Cultura se separó de esta. Posteriormente en la línea de tiempo en el universo de La Cultura, esta ha alcanzado un nivel tecnológico en el que pasadas civilizaciones han sublimado, en otras palabras se apartan de la política galáctica y de la mayor parte de la interacción física con otras civilizaciones. La Cultura continua comportándose "como un adolescente idealista".
Al año 2008, hay tres historias que fuerzan a La Cultura a considerar su aproximación a civilizaciones más poderosas. En un incidente durante la Guerra Idir-La Cultura, ella se esfuerza por no ofender a una civilización tan avanzada que se ha separado de la política galáctica y se da cuenta de que esta sociedad hiper avanzada no es una amenaza tanto para el bienestar como para los valores de La Cultura. En Excesión, un todopoderoso individuo de una civilización extremadamente avanzada está simplemente pasando en camino de un plano de la realidad física a otro, y que no existe ninguna interacción real. En el tercer caso se establecen equipos para estudiar una civilización que no es una amenaza pero que se piensa que ha eliminado a agresores en el pasado.

## Novelas
Las novelas de La Cultura comprenden (en orden de publicación y mayormente en orden cronológico):
| Título | Publicada por primera vez | Fecha de ambientación                                          | ISBN           |
| --- | ------------------------- | -------------------------------------------------------------- | -------------- |
| Pensad en Flebas | 1987                      | 1331 D.C.                                                      | 1-85723-138-4  |
| Un episodio en la única guerra total de La Cultura, narrada principalmente desde el punto de vista de un agente especial enemigo quien tardíamente se da cuenta de cuanto él tiene en común con La Cultura. |                           |                                                                |                |
| El Jugador | 1988                      | 2083 D.C.                                                      | 1-85723-146-5  |
| Un aburrido miembro de La Cultura es chantajeado para convertirse en un agente de La Cultura en un plan para subvertir a un imperio brutal y jerárquico. Su misión es ganar un torneo de alcance imperial mediante el cual se selecciona al gobernante de dicho imperio. |                           |                                                                |                |
| Última Generación | 1989                      | varias (la historia del título transcurre en el año 1977 D.C.) | 0-929480-06-6  |
| Una colección de cuentos. Dos de los trabajos están ambientados explícitamente en el universo de La Cultura ("The State of the Art", en castellano Última Generación, y "Un Regalo de La Cultura"), con un tercer trabajo ("Descendiente") ambientado posiblemente en el universo de La Cultura. En la novela corta del título, la Mente a cargo de una expedición a la Tierra decide no hacer contacto o interferir de forma alguna, sino que usa a la Tierra como un grupo de control para comparar las intervenciones y no intervenciones de largo plazo de La Cultura. |                           |                                                                |                |
| El uso de las armas | 1990                      | 2092 D.C.                                                      | 1-85723-135-X  |
| Los capítulos que describen la actual misión de un agente especial de La Cultura nacido y criado en un planeta que no pertenece a La Cultura se alternan con capítulos que describen en orden cronológico inverso misiones anteriores y los traumáticos eventos que lo convirtieron en lo que es él. |                           |                                                                |                |
| Excesión | 1996                      | 2067 D.C. (aproximadamente)                                    | 1-85723-394-8  |
| Un artefacto alienígena mucho más avanzado que lo comprendido por La Cultura es usado por un grupo de Mentes para atraer hacia una guerra a una civilización que tiene un comportamiento que ellas desaprueban; otro grupo de Mentes trabaja contra su conspiración. Una sub-trama cuenta como dos humanoides arreglan sus diferencias después de los traumáticos eventos que ocurrieron 40 años antes. |                           |                                                                |                |
| Inversiones | 1998                      | sin indicar                                                    | 1-85723-763-3  |
| No explícitamente una novela de La Cultura, pero relata lo que parecen ser dos misiones de contacto de La Cultura en un planeta cuyo desarrollo es equivalente al de la Europa Medieval. Las historias se entralezan y son contadas desde el punto de vista de varios habitantes locales. |                           |                                                                |                |
| A Barlovento | 2000                      | 2170 D.C. (aproximadamente)                                    | 1-85723-969-5  |
| La Cultura ha interferido en el desarrollo de una raza conocida como los Chelgrianos, con consecuencias desastrosas. Ahora, a la luz de una estrella que fue destruida hace 800 años durante la guerra Idirana, planes para vengarse están siendo dados a luz. |                           |                                                                |                |
| Materia | 2008                      | 2087 D.C. (aproximadamente)                                    | 1-84149-417-8  |
| Una agente especial de La Cultura quien es una princesa de una sociedad feudal en enorme planeta artificial se entera de que un regente está intentando usurpar su trono. Cuando ella regresa con el propósito de detener al regente, se encuentra con una amenaza mucho más peligrosa. |                           |                                                                |                |
| Detalle Superficial | 2010                      | 2970 D.C. (aproximadamente)                                    | 1-84149-893-9  |
| Una joven mujer busca vengarse de su asesino después de ser resucitada por la tecnología de La Cultura. Mientras tanto, se está expandiendo una guerra por las almas digitalizadas desde el ciberespacio hasta el mundo real. |                           |                                                                |                |
| La Sonata del Hidrógeno | 2012                      | 2375–2567 D.C. (aproximadamente)                               | 978-0356501505 |
| En los últimos días de la civilización Gzilt, que se encuentra a punto de sublimar, un secreto muy antiguo de su historia amenaza con desenredar sus planes. Ayudado por varias naves de La Cultura y sus avatares, uno de los Gzilt trata de descubrir si la mayor parte de su historia realmente es una mentira. |                           |                                                                |                |

## Banks acerca de La Cultura
Cuando en la revista Wired (junio de 1996) se le preguntó si el destino de la humanidad dependía de que máquinas inteligentes hagan funcionar las cosas, como en La Cultura, Banks respondió:

«No completamente, no. Yo pienso que la primera observación para hacer con respecto a La Cultura es, que la voy construyendo a la medida que avanzo. No existe y no me engañó a mi mismo de lo contrario. Es solo mi opinión sobre ella. No estoy convencido de que la humanidad sea capaz de convertirse en La Cultura ya que pienso que las personas en La Cultura son demasiado buenas – alterando su herencia genética para convertirse a sí mismos en relativamente sanos y no se los bastardos genocidas y asesinos que nosotros parecemos ser la mitad del tiempo.»

«Pero no pienso que necesitemos tener una sociedad como la de La Cultura para que las personas vivan. La Cultura es una sociedad autoconscientemente estable y de larga duración que busca permanecer durante miles de años. Muchas otras civilizaciones dentro del mismo universo han alcanzado el nivel tecnológico de La Cultura e incluso la realidad de la utopía de La Cultura, pero no han durado tanto – y esa es la diferencia.»

«Lo principal es que la humanidad pueda encontrar su propia salvación. No necesariamente tiene que apoyarse en las máquinas. Sería un poco triste si lo hiciera, si esta es nuestra única forma real de progreso. Sin embargo, a menos que se dé alguna clase de catástrofe, vamos a estar usando máquinas nos guste o no. Esta clase de cosas se ha estado dando durante décadas y la corriente principal de la sociedad está comenzando a ponerse al día sobre las implicaciones de la inteligencia artificial.»

En una entrevista del año 2002 dada a la revista Science Fiction Weekly, cuando se le preguntó:

«Excesión es particularmente popular ya que tiene copiosos detalles respecto a las Naves y a las Mentes de La Cultura, sus grandes Inteligencias Artificiales, su escandalosos nombres, sus peligroso sentido del humor. ¿Es esto cómo podrían realmente ser los dioses?«»

Banks respondió:

«Si tenemos suerte.»